# Karl Oskar Fjørtoft
Karl Oskar Fjørtoft, född 26 juli 1975 i Ålesund, är en norsk fotbollstränare, tidigare spelare.
Fjørtoft blev ett namn i Norge spelandes för Molde FK och flyttade inför 2003 till Hammarby i Allsvenskan. Han utmärkte sig tidigt och ansågs vara en av Allsvenskans bästa köp.